# ریچارد ریچاردسون
ریچارد ریچاردسون (انگلیسی: Richard Richardsson؛ زادهٔ ۱ فوریهٔ ۱۹۷۴) اسنوبردسوار اهل سوئد است.